# Colonne de la victoire de la guerre d'indépendance
 (juillet 2016).
Si vous disposez d'ouvrages ou d'articles de référence ou si vous connaissez des sites web de qualité traitant du thème abordé ici, merci de compléter l'article en donnant les références utiles à sa vérifiabilité et en les liant à la section « Notes et références ».
La colonne de la victoire de la guerre d'indépendance (en estonien: Vabadussõja võidusammas) est un monument situé sur la place de la Liberté, à Tallinn, en Estonie. 
Il a été inauguré le 23 juin 2009.
Il s'agit d'un mémorial pour ceux qui sont tombés pendant la guerre d'indépendance estonienne.

## Architecture
Le monument mesure 23,5 mètres de haut et se compose de 143 plaques de verre. 
Le mémorial comprend la Croix de la Liberté, plus haute distinction de l'Estonie fondée en 1919.

## Histoire

### Monuments non réalisés
L'idée de bâtir un monument est exprimée en 1919, avant la fin de la guerre.
Le 7 juillet 1920, la municipalité décide de démolir le monument (et) de Pierre Ier le Grand. 
La statue sera détruite le 1er mai 1922.
Durant la guerre d'indépendance de 1918–1920 environ 4000 estoniens sont tués et près de 14 000 blessés.
En 1922, l'union des militaires démobilisés propose d'ériger un monument de la Liberté à Tallinn. 
En 1936, une loi est votée pour la construction d'un monument national commémorant la guerre. 
Un concours organisé en 1937 est remporté par Alar Kotli et Ernst Kesa.
Les travaux préparatoire sont interrompus par la Seconde Guerre mondiale et l'occupation soviétique qui la suit. 
En 1991, l'Estonie redevient indépendante et la question de la construction d'un bâtiment commémorant la guerre d'indépendance est posée à nouveau.

### Le monument actuel
En Avril 2001 le conseil municipal décidé de reconstruire le Monument de l'Indépendance et dans le but de lancer un concours pour le monument.
Au printemps 2005, le parlement décide qu'une colonne de la victoire en mémoire de la guerre sera érigée sur la place de la Liberté de Tallinn.
En octobre 2005, la première pierre est posée sur la place de la Liberté.
En 2006, un concours d’architectes reçoit 40 projets.
Le 15 août 2007, un jury présidé par l'archevêque luthérien Andres Põder choisit l'un des projets soumis. 
Le projet gagnant "Libertas" est conçu par Rainer Sternfeld, Andri Laidre, Kadri Kiho et Anto Savi. 
Le constructeur sélectionné est Celander Ehitus OÜ.
Le projet gagnant est un monument de 28 mètres de haut construit sur Harjumägi, le monument se composant d'un piédestal et de la Croix de la Liberté. 
Au début, il est proposé de graver sur la croix les anciennes frontières de l'Estonie, mais plus tard on décidera de mettre l'épée traditionnelle et la lettre « E ». 
Sur le piédestal est inscrit: « La guerre de l'Indépendance estonienne 1918-1920 ». 
Il y a un petit pilier carré sur lequel on peut lire les mots d'un discours du premier président Konstantin Päts. 
Ces mots ne sont éclairés que pendant le coucher du soleil. 
L'inauguration du monument a lieu le 23 juin 2009 (Jour de la Victoire).
La cérémonie est ouverte par  l'oratorio Pro Patria de Urmas Sisask.

## Galerie

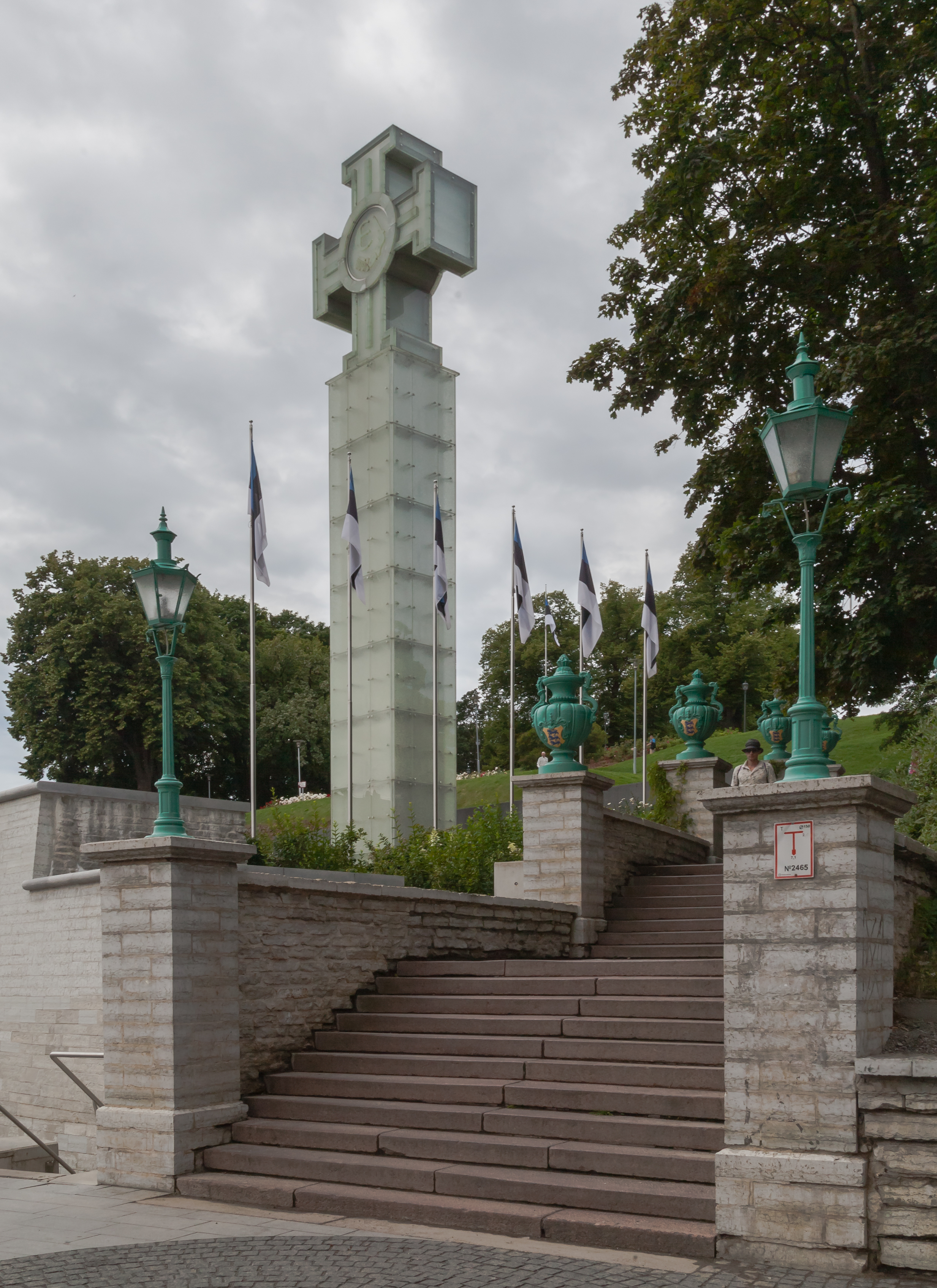
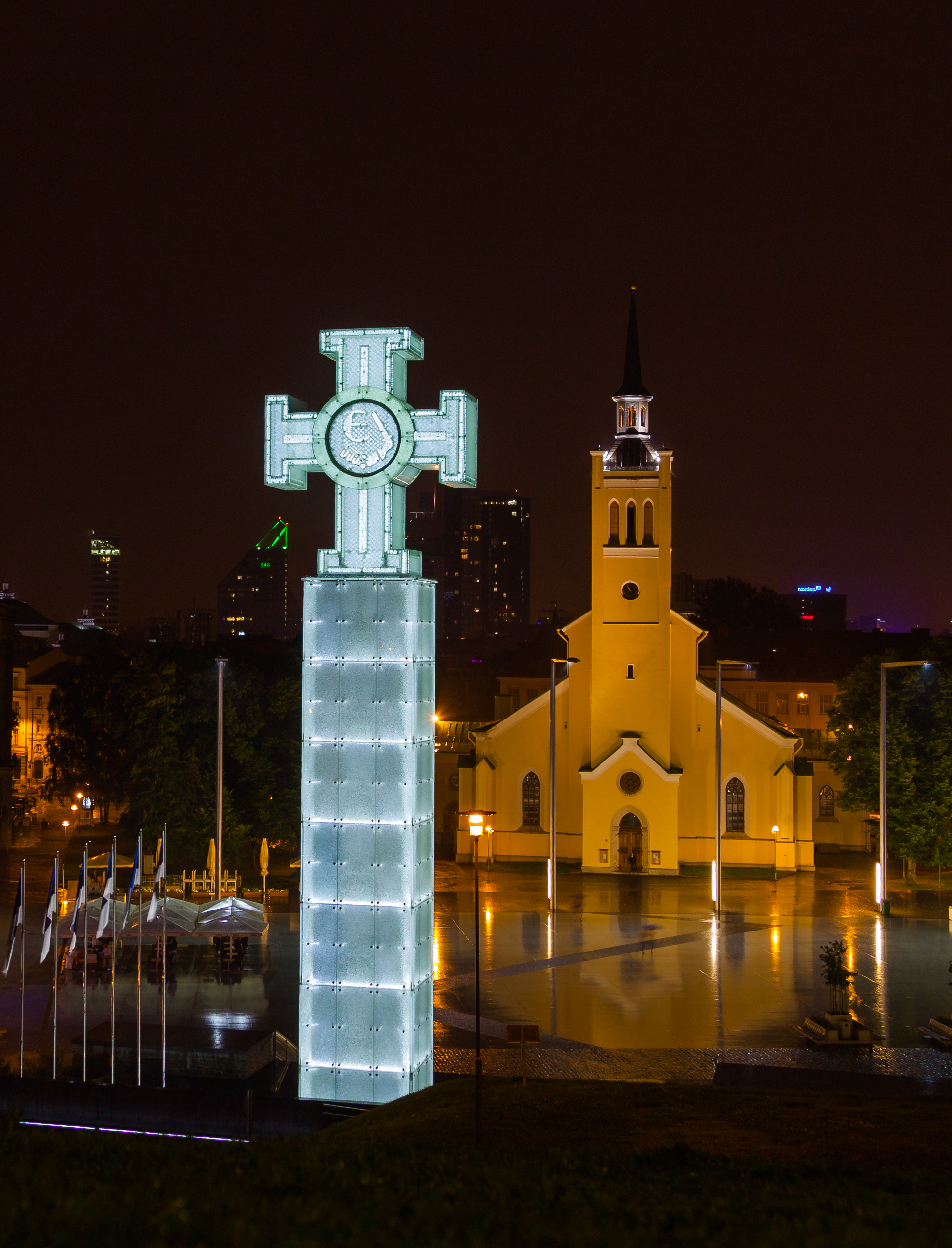
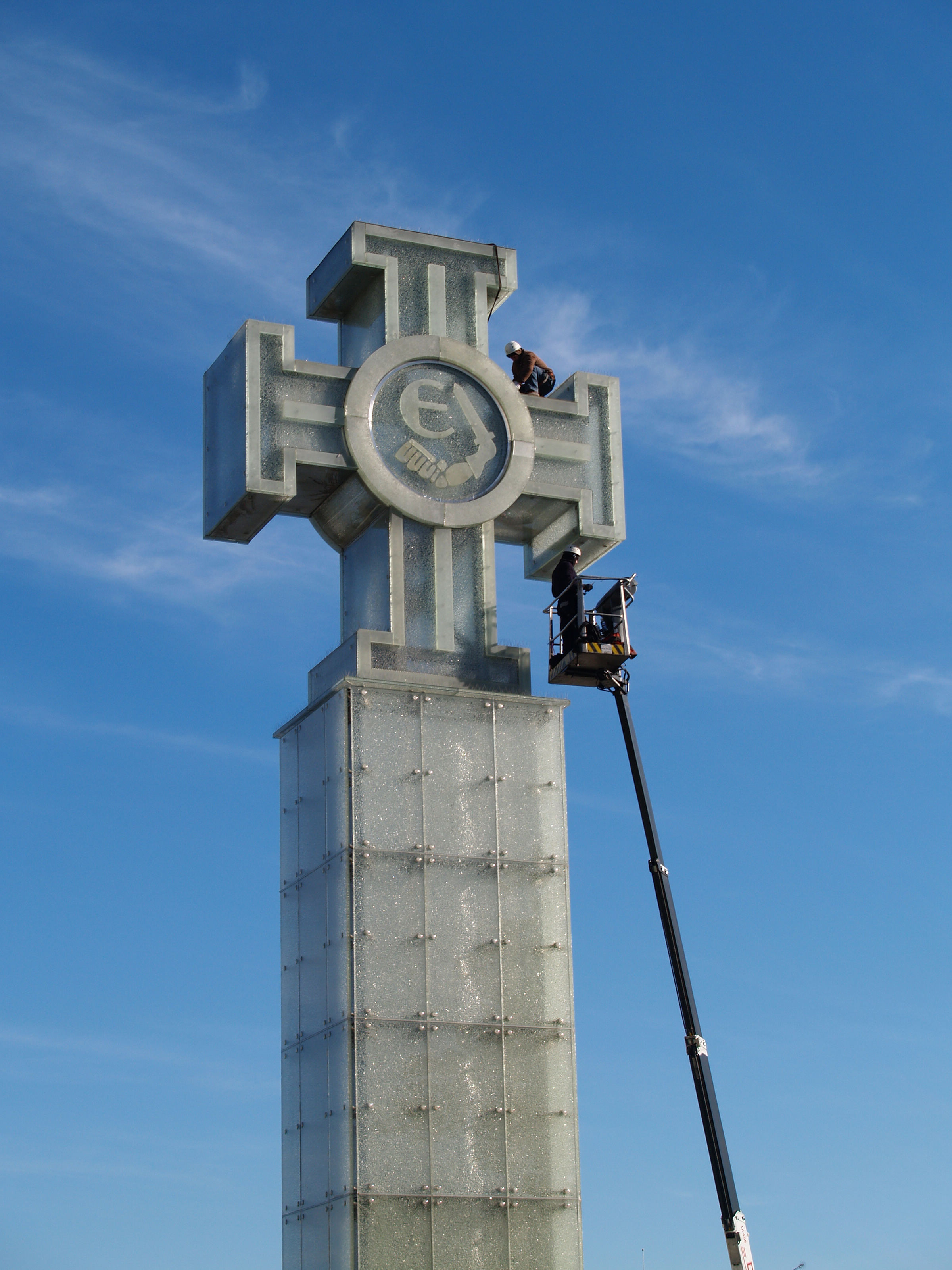
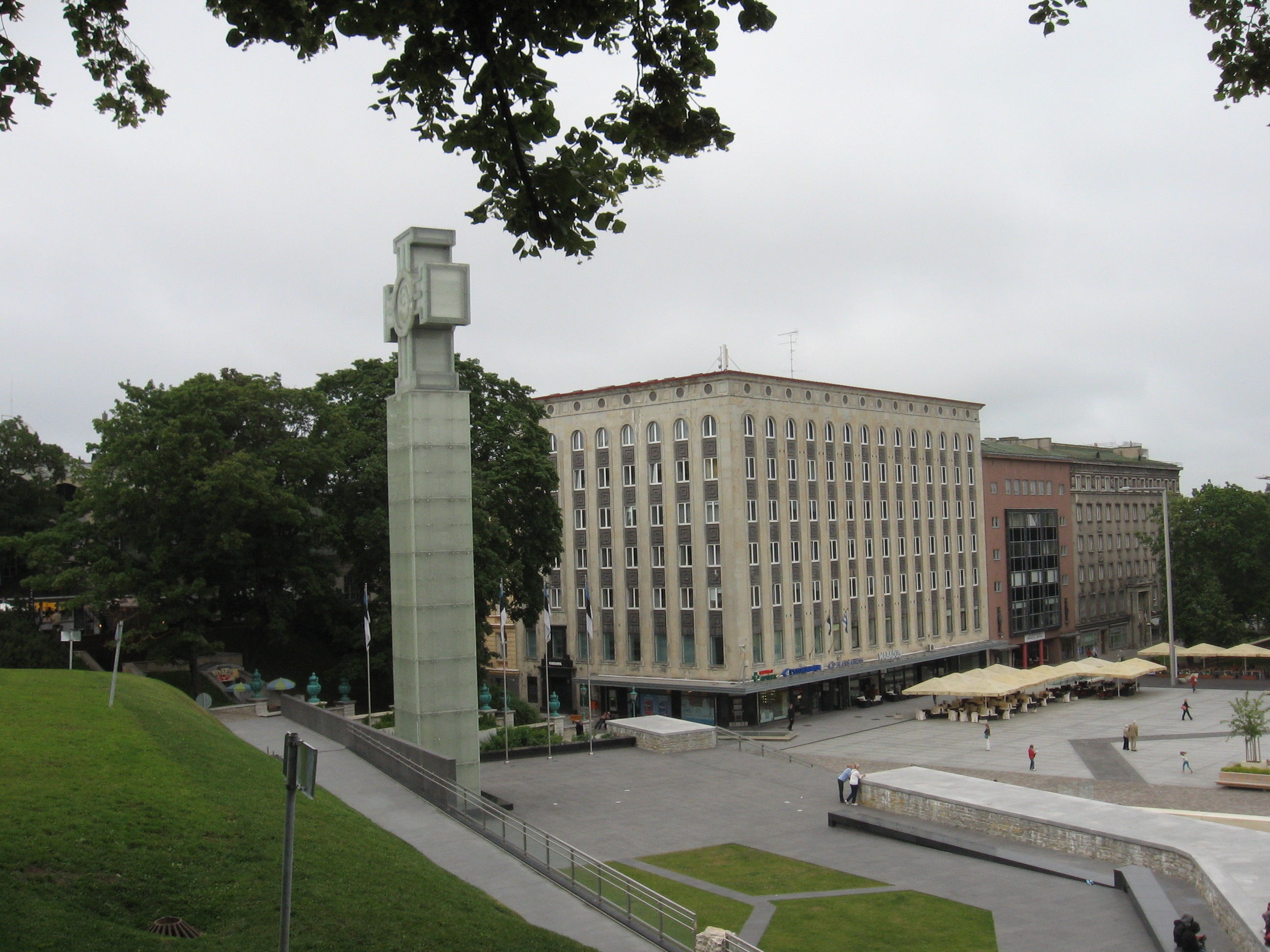